# الحبيل (حبيش)

تعديل مصدري - تعديل

الحبيل محلة تابعة لقرية غلاس السفلى، التابعة لعزلة جبل عميقة بمديرية حبيش إحدى مديريات محافظة إب في الجمهورية اليمنية، بلغ تعداد سكانها 29 حسب تعداد اليمن لعام 2004.